# مونیکا اوبارا
مونیکا اوبارا (لهستانی: Monika Obara؛ زادهٔ ۲۱ فوریه ۱۹۸۰) بازیگر اهل لهستان است.
از فیلم‌ها یا مجموعه‌های تلویزیونی که وی در آن‌ها نقش داشته‌است، می‌توان به محکوم، ع چون عشق، طایفه، هتل ۵۲، دهن‌به‌دهن، در خیابان سپولنی و قانون حقیقی اشاره نمود.